# Renault Koleos
Renault Koleos (укр. Рено Колеос) — 5-ти місний мінівен французької компанії Renault.

## Перше покоління (2008—2011)

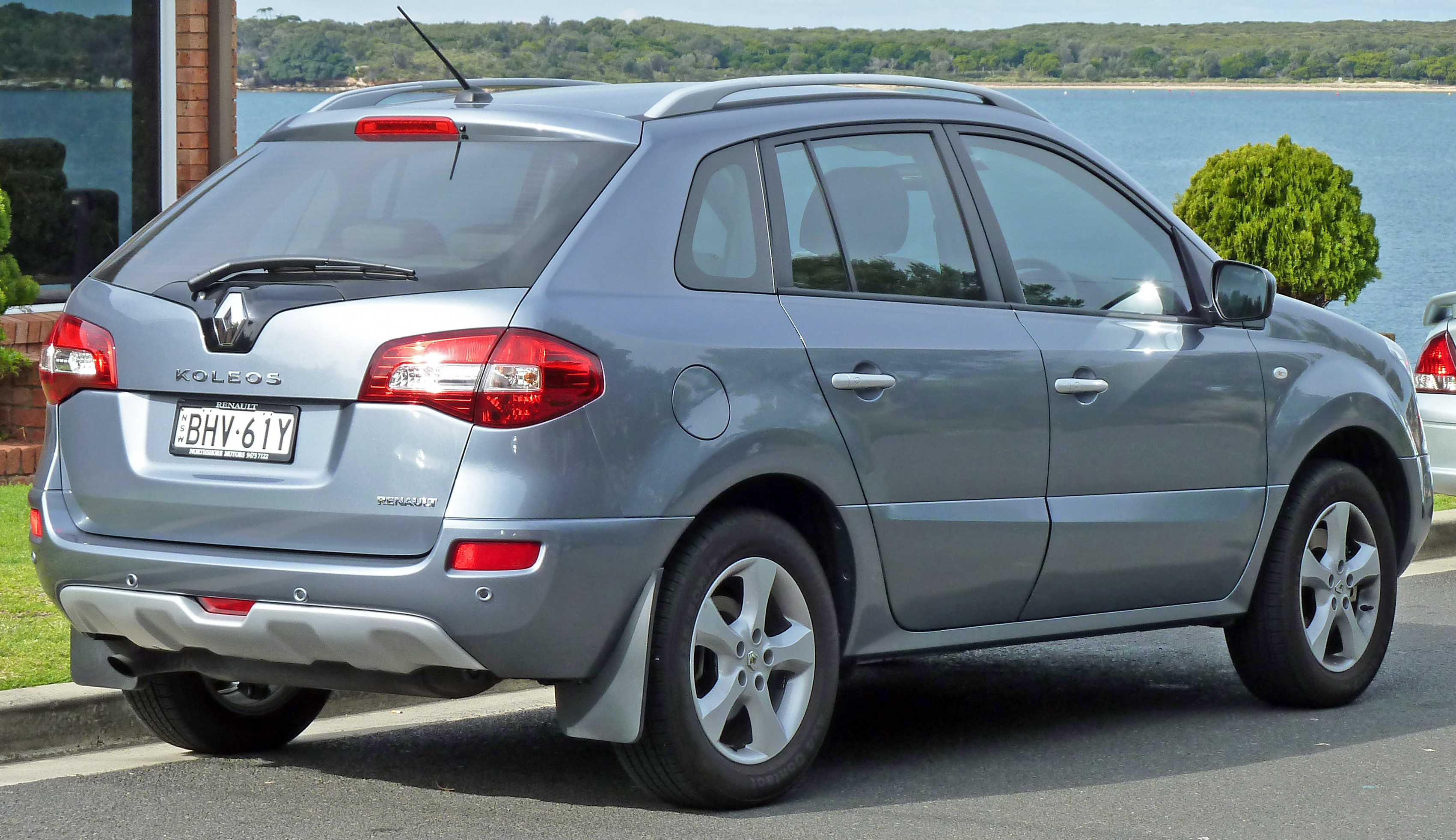
Renault Koleos (2008—2011)

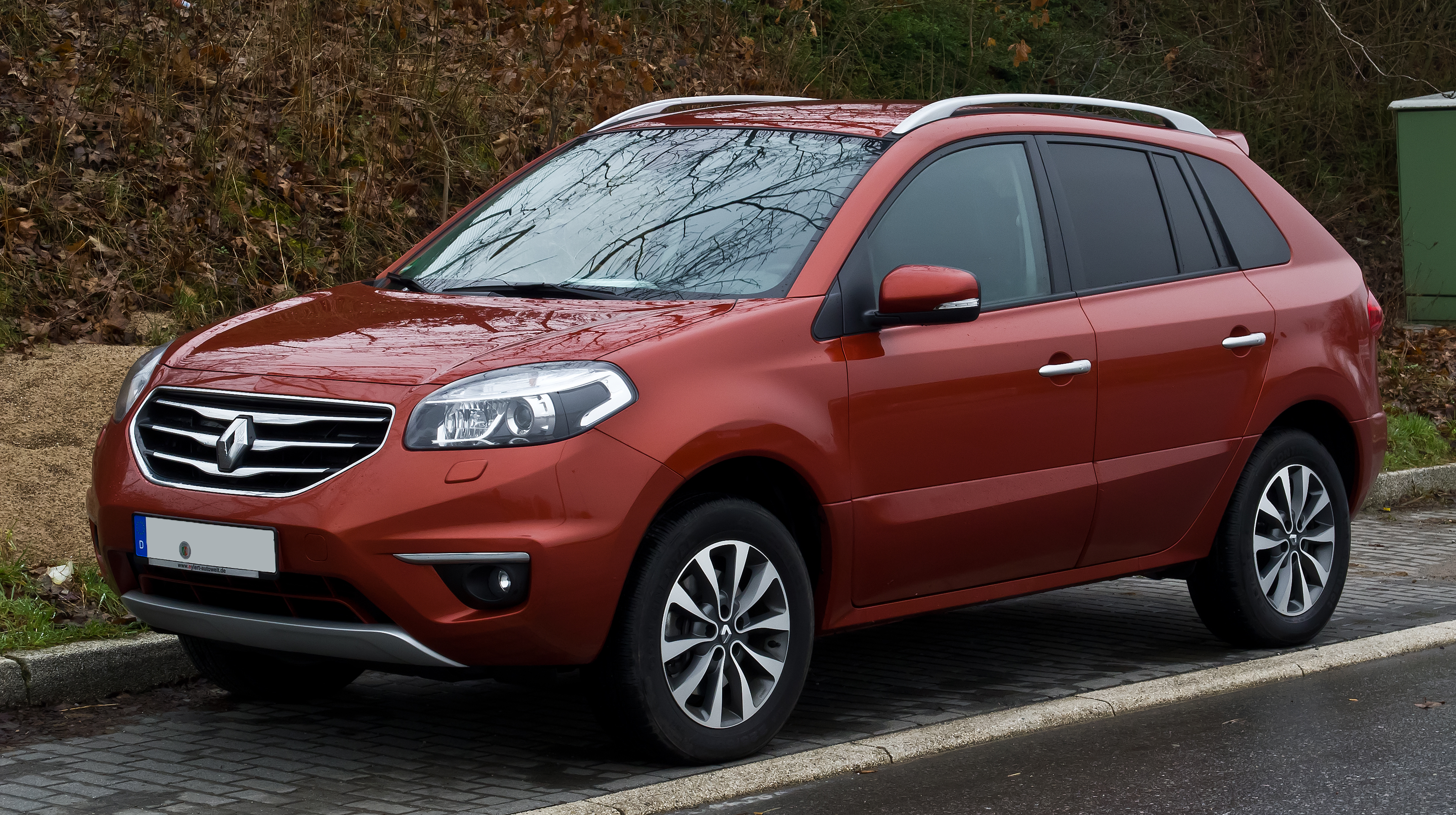
Renault Koleos (2011—2013)

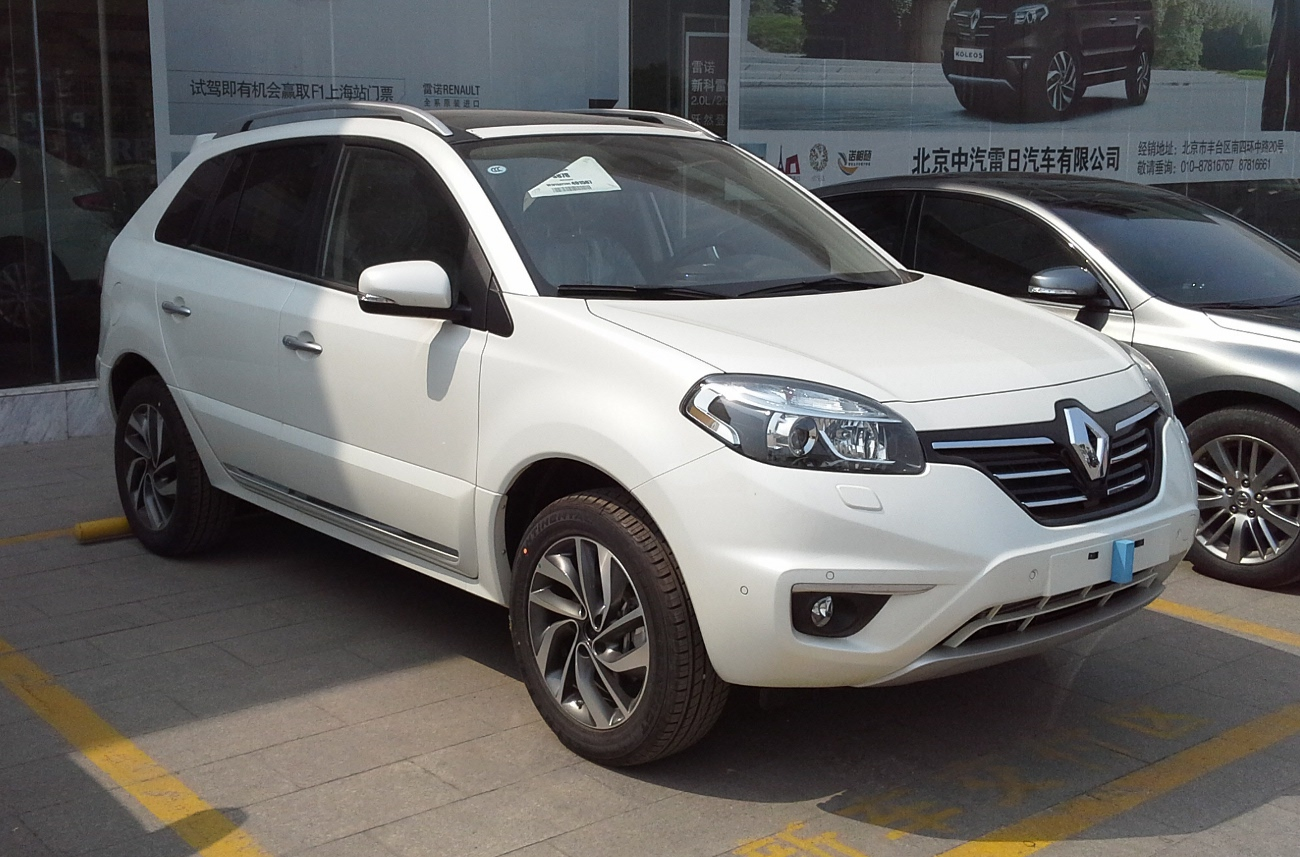
Renault Koleos (з 2013)

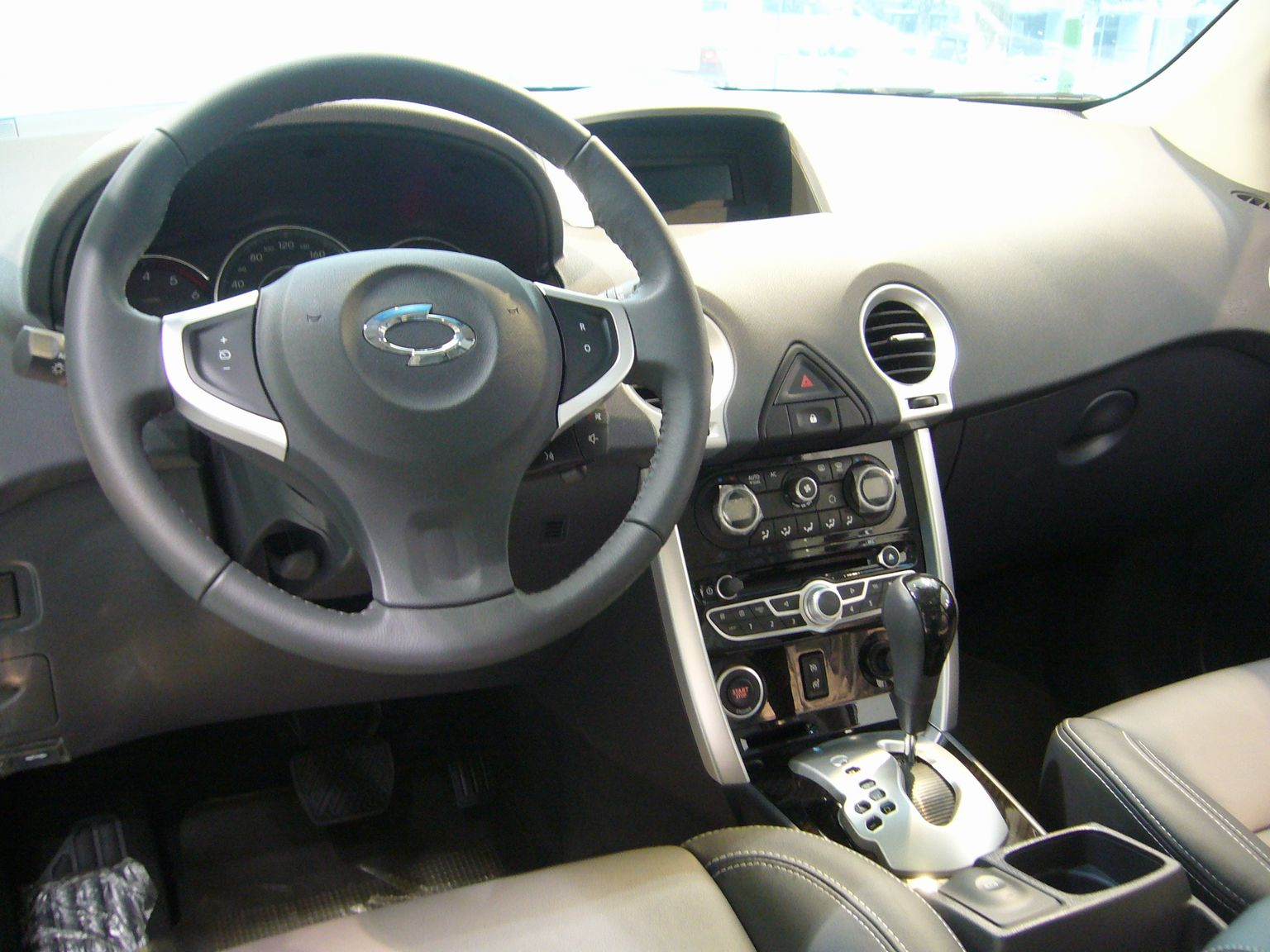

Вперше Renault Koleos був представлений як концепт-кар в 2006 році на автосалоні в Парижі. Серійний варіант Renault Koleos дебютував на міжнародному автошоу в Женеві в 2008 році. Виробляється Renault Samsung Motors на заводі в місті Пусан, Південна Корея. У Південній Кореї продається як Samsung QM5. Koleos став першим SUV, випущеним компанією Renault.
Автомобіль збудований на платформі Nissan X-Trail, тому бензинові двигуни, підвіска і система повного приводу All Mode 4х4 з системами допомоги при спуску і підйомі виробництва Nissan. Турбодизелі виробляються компанією Renault.
У 2011 році конструкція автомобіля зазнала рестайлінг. Головні зміни торкнулися дизайну передньої частини кузова. Але й інтер'єр зазнав змін: у салоні є Bluetooth, навігація TOM TOM.
Влітку 2013 року, Koleos був модернізований ще раз. Особливістю цієї моделі є модифікована решітка радіатора.

### Результати з Краш-Тесту
| Зірки в Euro NCAP з Краш-тесту |

### Двигуни
Бензинові двигуни взяті від компанії Nissan, дизельні двигуни розроблені спільно з Nissan і використовуються в інших моделях Renault таких як Laguna і Espace.
| Двигуни           | Потужність        | Об'єм    | Максимальна швидкість | Витрати пального |
| Бензинові двигуни |                   |          |                       |                  |
| 2.5 16V 4x2       | 126 kW (171 к.с.) | 2488 см³ | 194 км/год            | 9,6 л/100 км     |
| 2.5 16V 4x4       | 126 kW (171 к.с.) | 2488 см³ | 193 км/год            | 9,9 л/100 км     |
| Дизельні двигуни  |                   |          |                       |                  |
| 2.0 dCi 4x2       | 110 kW (150 к.с.) | 1995 см³ | 184 км/год            | 7,2 л/100 км     |
| 2.0 dCi 4x4       | 110 kW (150 к.с.) | 1995 см³ | 185 км/год            | 7,4 л/100 км     |
| 2.0 dCi 4x4 Aut.  | 110 kW (150 к.с.) | 1995 см³ | 181 км/год            | 8,3 л/100 км     |
| 2.0 dCi 4x4       | 127 kW (173 к.с.) | 1995 см³ | 191 км/год            | 7,9 л/100 км     |

## Друге покоління (з 2016)

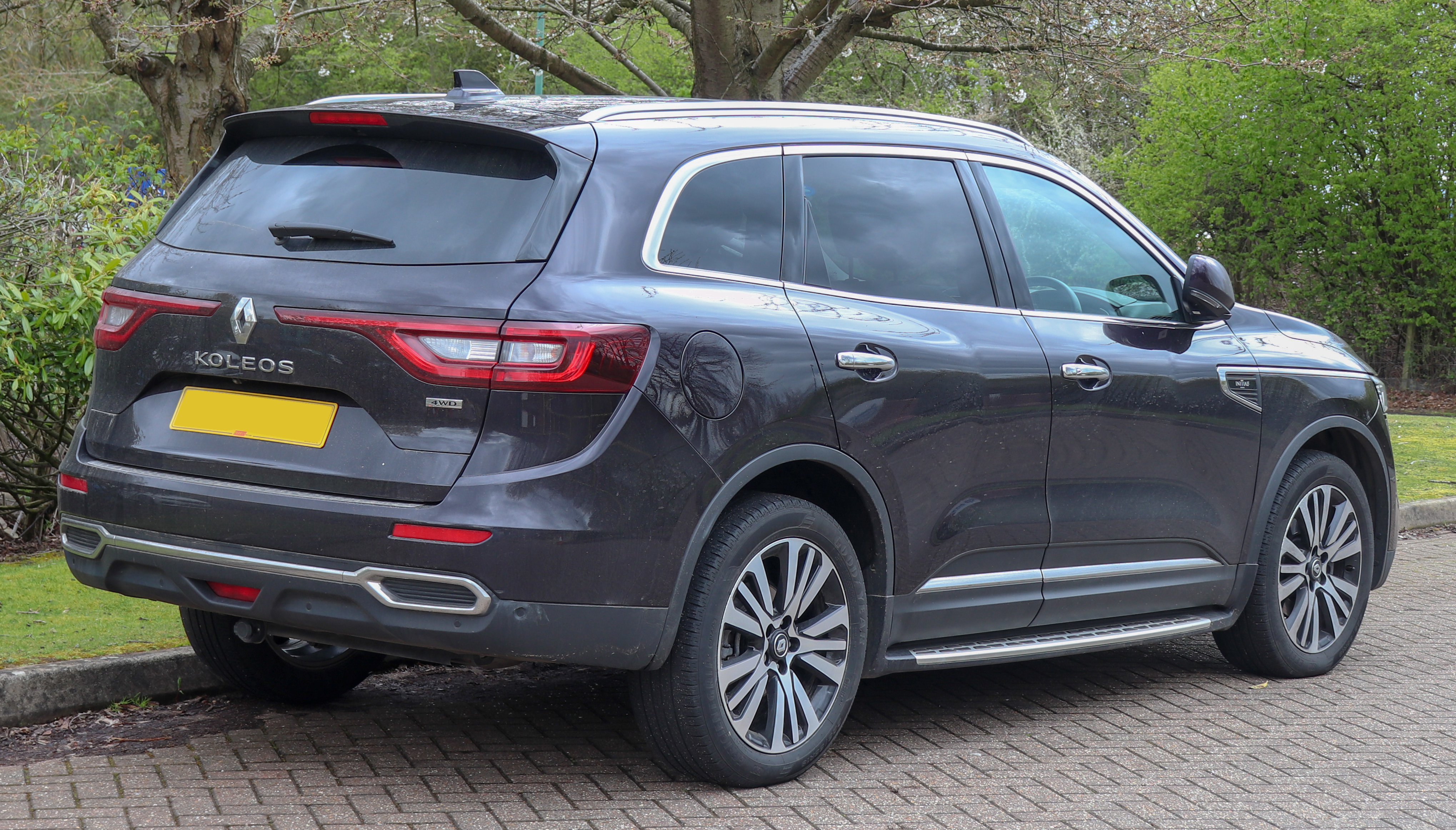
Renault Koleos II

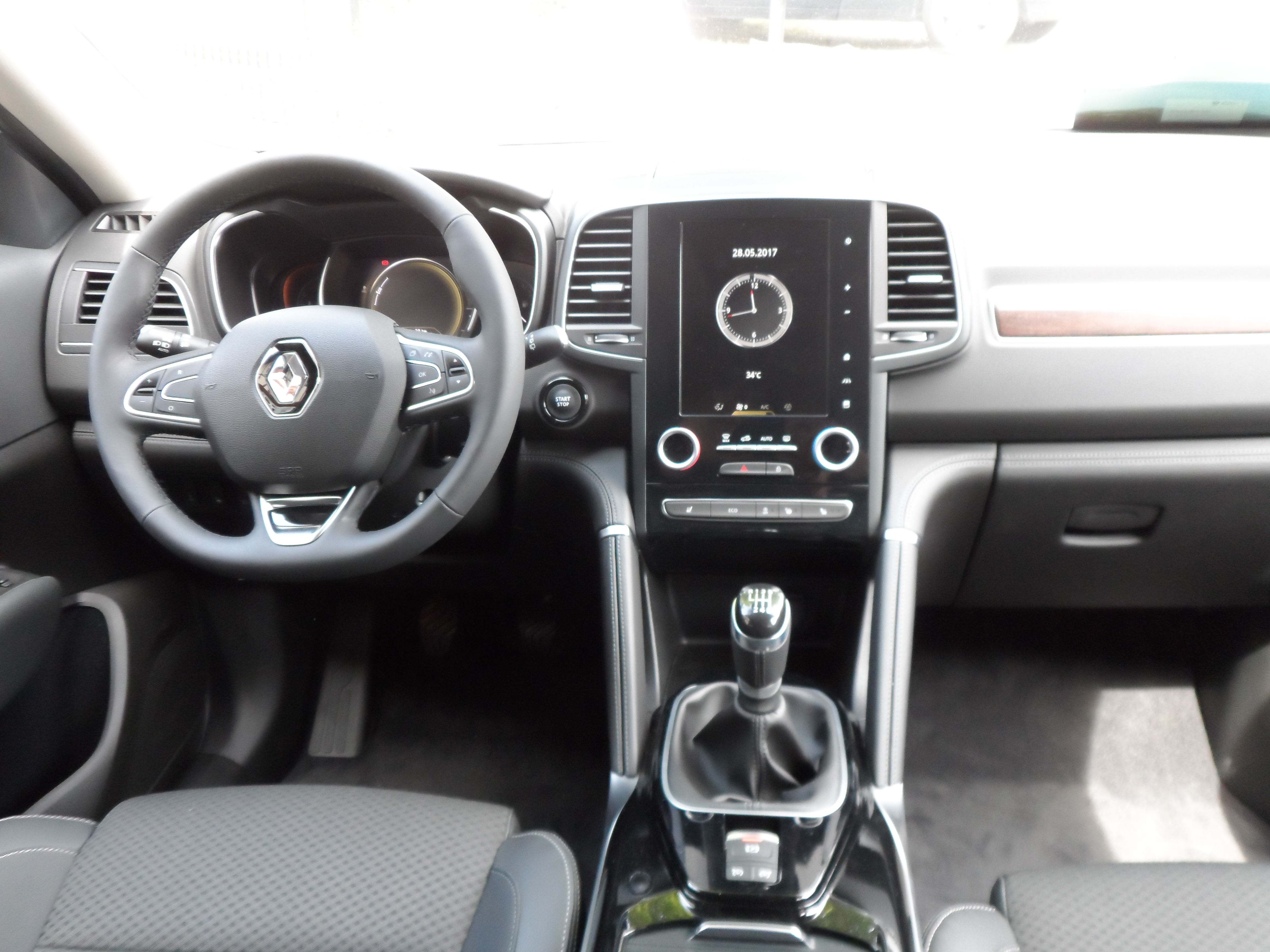
Renault Koleos II

25 квітня 2016 року на Пекінському автосалоні дебютував Renault Koleos другого покоління, створений на платформі Common Module Family (коротко: CMF) і дуже подібний на Nissan X-Trail. Автомобіль завдовжки 4,67 м отримав тільки 5 місць, передній або повний привод All Mode 4x4-i і двигуни Альянсу Renault-Nissan.
Компанія планує продавати новий паркетник в Китаї, Європі, Азії і Австралії. У Південній Кореї називається Renault QM6.
Базова комплектація позашляховика Koleos дуже хороша і включає: двозонний клімат-контроль, 17-дюймові литі диски коліс, круїз-контроль, систему відмикання дверей без ключа, CD-плеєр, передні та задні сенсори паркування, Bluetooth та систему супутникової навігації. Нові моделі пропонують інформаційно-розважальну систему Bose та систему моніторингу сліпих зон. Що стосується базового обладнання безпеки, то кожна модель Koleos постачається з подвійними передніми та бічними подушками безпеки і фіксаторами дитячих крісел ISOFIX. Контроль стабільності та система розподілу гальмівного зусилля допоможуть Вам уникнути аварій. З ціллю попередження крадіжки, автовиробник подбав і про наявність таких елементів, як: система повного блокування, система оповіщення та секретні гайки коліс. Моделі другого покоління як опцію пропонують: систему керованого спуску, систему допомоги при старті зі схилу та центральний диференціал з блокуванням.

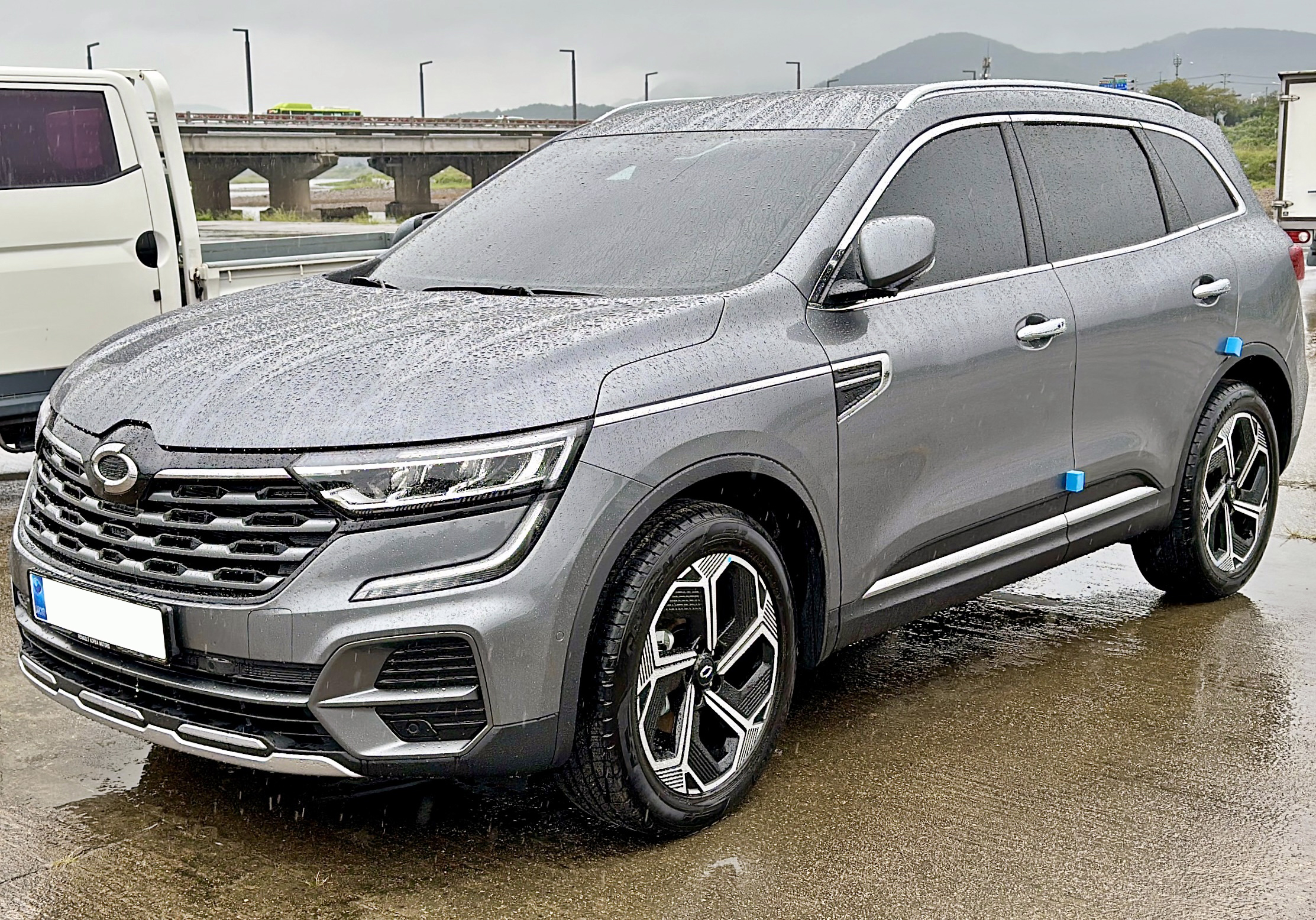
Renault QM6 рестайлінг (з 2023)

В лютому 2025 року Koleos оновили подібно корейському Renault QM6 з новою решіткою радіатора, логотипом та бампером. В Аргентині Renault Koleos запропоновано з 2,5-літровим бензиновим двигуном потужністю 170 к.с. з варіатором та повним приводом. Він доступний в єдиній комплектації – LED-оптика, шкіряні сидіння, інформаційно-розважальна система з 8,7-дюймовим екраном, двозонний клімат-контроль, підігрів керма, камеру заднього виду, круїз-контроль та систему моніторингу.

### Двигуни
| Модель    | Об'єм см³ | Циліндри/ Клапани | Потужність кВт (к.с.) при об/хв | Крутний мемент Нм при об/хв |           |           |           |
| Бензинові | Бензинові | Бензинові         | Бензинові                       | Бензинові                   | Бензинові | Бензинові | Бензинові |
| --------- | --------- | ----------------- | ------------------------------- | --------------------------- | --------- | --------- | --------- |
| 2.0       | 1997      | 4/16              | 106 (145) / 6000                | 200 / 4400                  |           |           |           |
| 2.5       | 2488      | 4/16              | 137 (183) / 6000                | 235 / 4400                  |           |           |           |
| Дизельні  |           |                   |                                 |                             |           |           |           |
| 1.6 DCI   | 1598      | 4/16              | 96 (130) / 4000                 | 320 / 1750                  |           |           |           |
| 2.0 DCI   | 1995      | 4/16              | 130 (177) / 3750                | 380 / 2000                  |           |           |           |

## Третє покоління (з 2024)

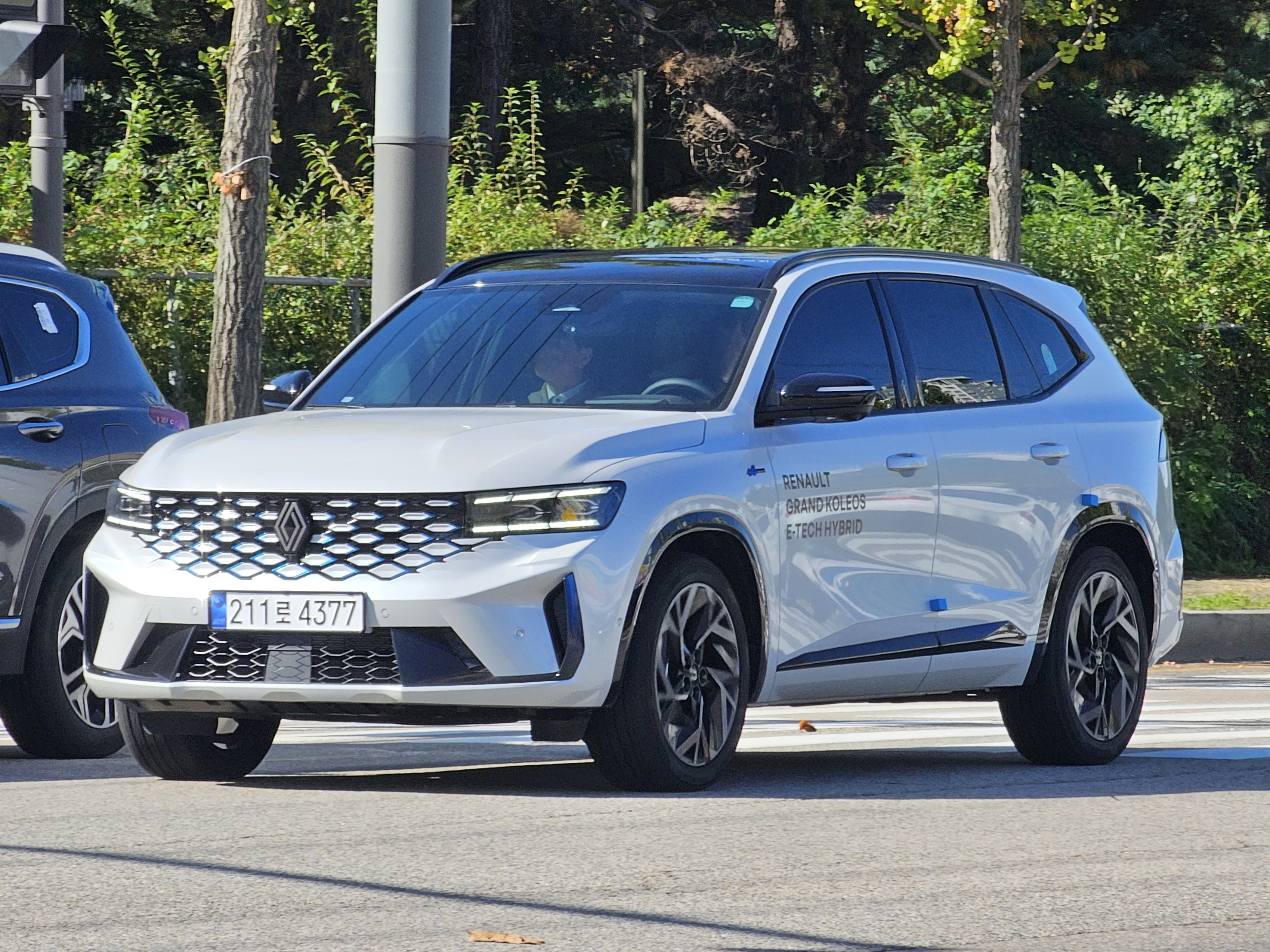
Renault Grand Koleos E-Tech Hybrid

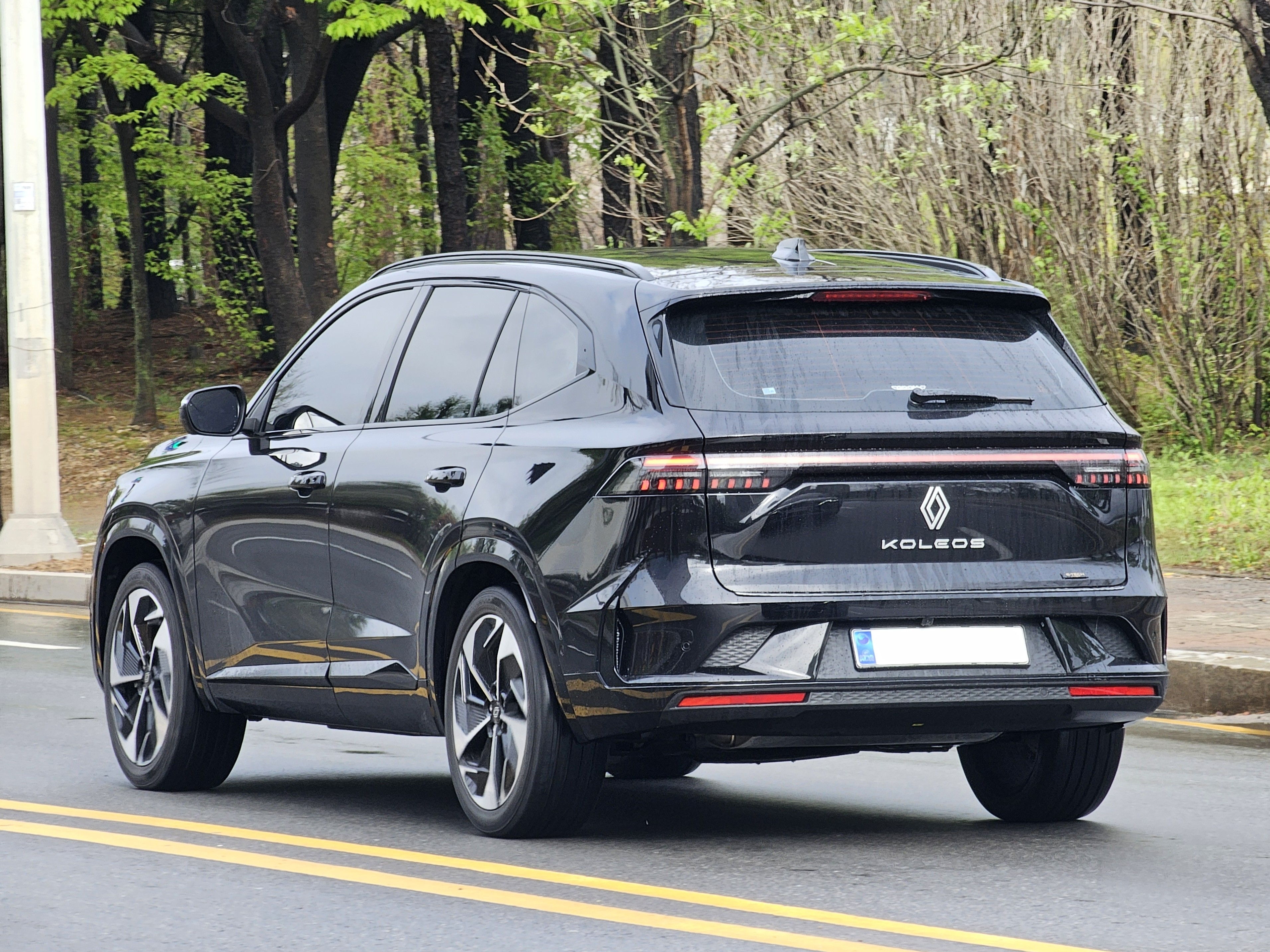

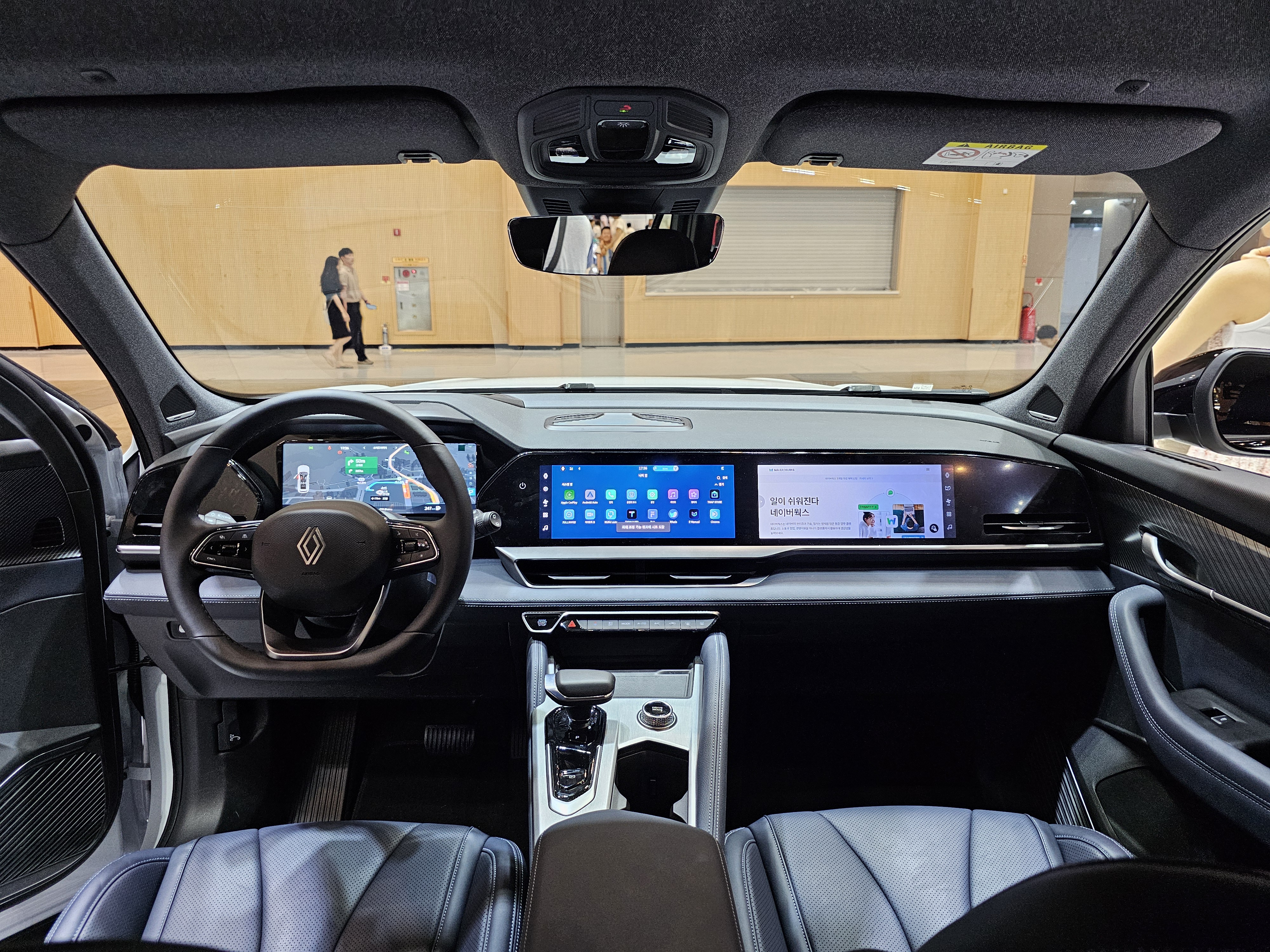

27 червня 2024 року на міжнародній виставці мобільності в Пусані компанія Renault Korea представила Koleos третього покоління, який продається як Renault Grand Koleos. Автомобіль значною мірою базується на Geely Xingyue L / Monjaro в рамках партнерства Renault і Geely у Південній Кореї та базується на платформі автомобіля Compact Modular Architecture. Зовнішні зміни порівняно з Xingyue L включають перероблену передню та задню панелі, «безрамкову» передню решітку та зміни форми панелей кузова.
Під час розробки Grand Koleos отримав кодову назву Aurora 1.  Це перше представлення назви Koleos у Південній Кореї, оскільки попередні покоління продавалися як QM5 та QM6.  Його дизайнерська робота була поділена командою дизайнерів Renault у Франції та в Сеулі, Південна Корея.  Виробництво на заводі Renault Korea у Пусані, як стверджується, підтримується 200 місцевими постачальниками.
Модель більша за свою попередницю, Renault заявляє про «найкращий у своєму класі» простір для ніг пасажирів на задніх сидіннях і до 2034 літрів простору багажника зі складеними задніми сидіннями. Він має ту саму приладову панель, що й Geely Xingyue L, включаючи 12,3-дюймовий цифровий приладовий дисплей, 12,3-дюймовий екран інформаційно-розважальної системи та ще один 12,3-дюймовий сенсорний екран для переднього пасажира, усі вони продаються як «openR» і працюють від інформаційно-розважальної системи Qualcomm. Основне обладнання включає звукову систему Bose з 10 динаміками , 25,6-дюймовий проекційний дисплей із доповненою реальністю та підключення до 5G.
Для південнокорейського ринку доступні три комплектації: Techno, Iconic і повнопривідний (4WD) Esprit Alpine. Бензинова модель Grand Koleos — це 2,0-літровий двигун із прямим упорскуванням і турбонаддувом із 7-ступінчастою трансмісією з подвійним зчепленням (або 8-ступінчастою автоматичною для моделі з повним приводом), що видає максимальну потужність 208 к.с (155 кВт) і 325 Н⋅м. Моделі 4WD оснащені системою повного приводу 6-го покоління BorgWarner. Гібридна силова установка, яка продається як E-Tech Hybrid, — це система, розроблена Geely, яка поєднує акумулятор ємністю 1,64 кВт/год з 1,5-літровим бензиновим двигуном з турбонаддувом і багаторежимною коробкою передач, що забезпечує максимальну потужність 242 к.с. (180 кВт). Він здатний працювати лише на електриці протягом 75% поїздки в міських районах зі швидкістю нижче 40 км/год.

## Зноски
1. ↑  Crash-Test Renault Koleos[недоступне посилання з червня 2019] (ADAC 8/2008)
2. ↑  Як ми тестували Renault Koleos 2016. automoto.ua. Архів оригіналу за 1 листопада 2016. Процитовано 31 жовтня 2016.
3. ↑  Романенко, Дмитро (11 лютого 2025). Стартували продажі нового Renault Koleos: відома ціна. Україна За кермом (укр.). Процитовано 11 лютого 2025.